# Scopula argentidisca
Scopula argentidisca là một loài bướm đêm trong họ Geometridae.